# Нефтегазоносный бассейн Сантус
Нефтегазоносный бассейн Сантос — нефтегазоносный  бассейн, располагающийся в юго-восточной части Бразилии, прибрежных и морских частях Атлантического океана.
Открыт в 2000 году.

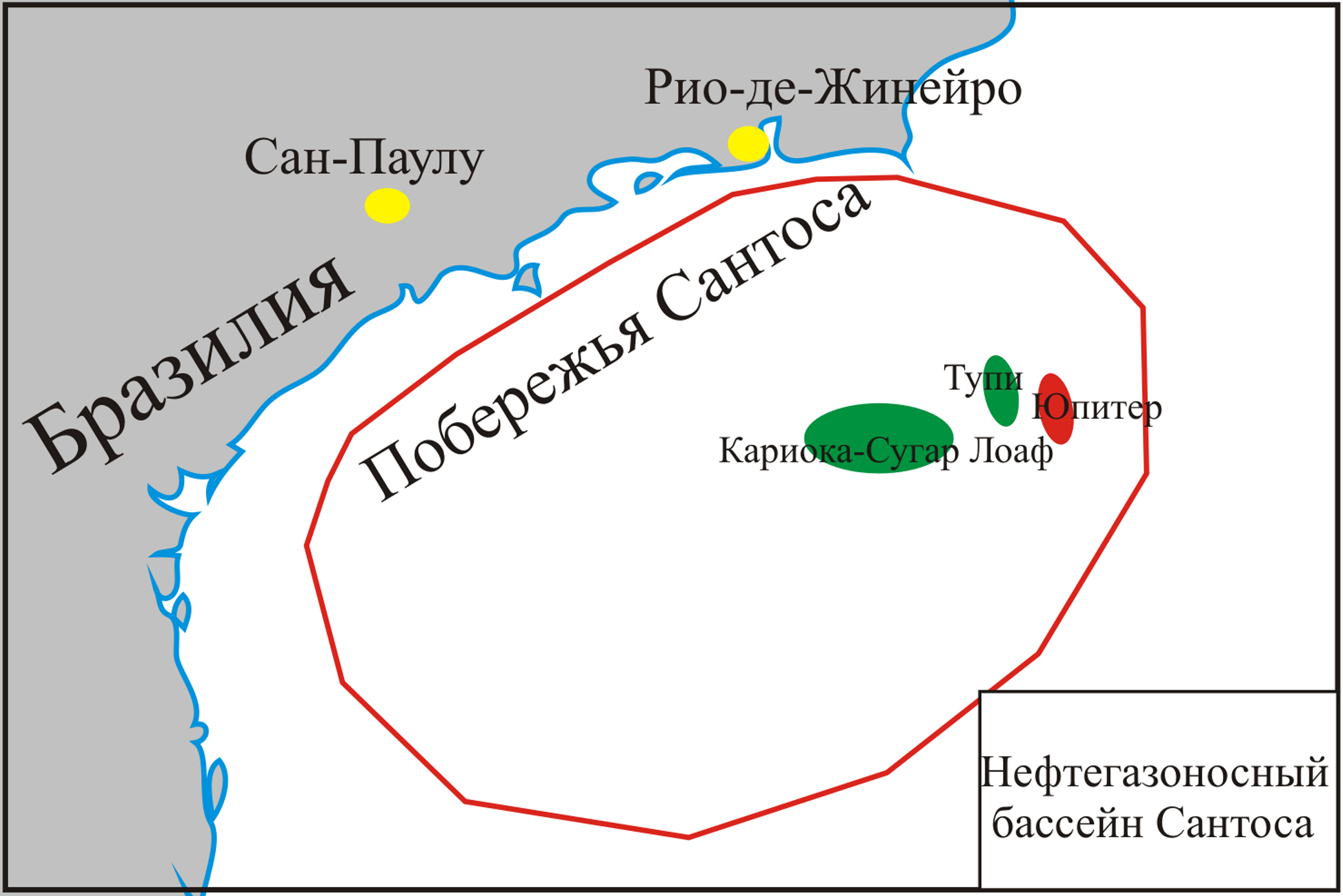
Нефтегазоносный бассейн Сантос

Продуктивные отложения находятся на глубине 3,0-6,0 км. Нефтегазоносность установлена отложениями неогенового, палеогенового, мелового и юрского возраста.
Ресурсы находятся на глубинах океана порядка 2 км под толстым слоем соли, что делает их особенно трудно осваиваемыми.
В целом в пределах нефтегазоносного бассейна выявлено более 10, главным образом нефтяных, месторождений.
Наиболее крупные нефтегазовые месторождении бассейна - Кариока-Сахарная Голова, Тупи (Лула), Пирарука, Юпитер и другие.
Месторождение Тупи обладает ресурсным потенциалом 5-8 млрд баррелей нефтяного эквивалента. В конце октября 2010 г. Petrobras объявила о первой нефти, полученной на Тупи. Поскольку на месторождении всё ещё ведётся доразведка, остаётся открытым вопрос о его потенциале, но эксперты утверждают, что уровень добычи может достичь 200 тыс. баррелей нефтяного эквивалента в сутки.
В целом ресурсы бассейна оцениваются в 2-10 млрд. тонн нефти и 1-3 трлн. м3 природного газа.